# Madeleine Thien
Madeleine Thien (鄧敏靈S; Vancouver, 25 maggio 1974) è una scrittrice canadese.

## Biografia
Nata da genitori cinesi, Madeleine Thien, dopo aver abbandonato i suoi studi iniziali di danza, si è laureata all'Università della Columbia Britannica con il master's degree in scrittura creativa.
Nel 2002 ha pubblicato la prima raccolta di storie brevi Ricette semplici, per la quale ha vinto l'Emerging Writers Award dell'Asian Canadian Writers' Workshop. Il suo primo romanzo, Certezze, è uscito nel 2007 e ha vinto l'Ovid Prize, oltre ad essere finalista per il Premio Kiriyama. È stato seguito da L'eco delle città vuote e Non dite che non abbiamo niente: il primo ha vinto il LiBeraturpreis alla fiera del libro di Francoforte ed è stato finalista nell'ambito dell'International Literature Award, mentre al secondo è stato assegnato il Governor General's Award per le opere in lingua inglese e il Premio Giller, venendo selezionato anche per il Booker Prize e il Women's Prize for Fiction.

## Vita privata
Madeleine Thein è legata sentimentalmente allo scrittore Rawi Hage.

## Opere
- (EN) Simple Recipes: Stories, Little Brown & Co, 2001, ISBN 9780316833165.
- (EN) The Chinese Violin, Whitecap Books, 2001, ISBN 9781552852057.
- (EN) Clarity, McClelland & Stewart, ISBN 9780771085130.
- (EN) Dogs at the Perimeter, McClelland & Stewart, 2011, ISBN 9780771084089.
- (EN) Do Not Say We Have Nothing, Granta Publications, 2016, ISBN 9781783782673.